# Miniera di sale di Turda

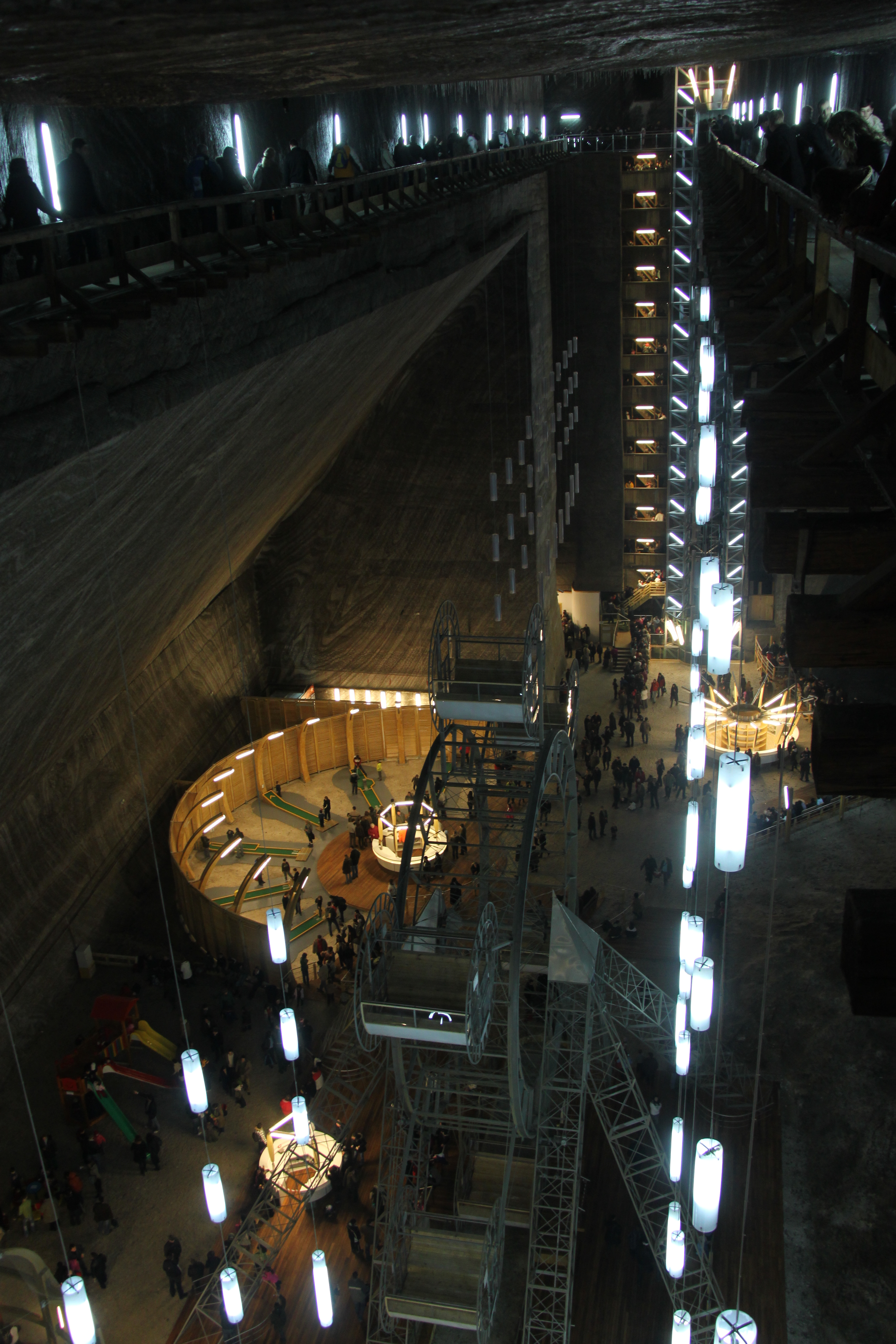
Vista della grande sala Rudolf

La miniera di sale di Turda (in romeno Salina Turda) è una miniera di sale situata in località Durgău-Valea Sărată nel comune di Turda, in Transilvania, Romania.
L'accesso principale della miniera si trova nei pressi del centro visitatori Salina-Durgău (Aleea Durgăului 7), mentre l'ingresso secondario avviene tramite la galleria Franz Josef (lunga 917 metri) nel quartiere Turda Nouă (strada Salinelor 54B).
La miniera è stata riconosciuta nel 2010 monumento storico iscritto nel patrimonio culturale nazionale della Romania.

## Storia
Reperti archeologici rinvenuti nelle vicinanze dimostrano che l'estrazione del sale incominciò a Durgău-Turda in epoca pre-romana tra il 50 a.C. e il 106 d.C. I giacimenti furono sfruttati anche durante l'Impero romano tra il 106 e il 274 d.C., quando venne realizzato uno scavo piramidale profondo 17-34 metri e largo fino a 10-12 metri. I Romani, oltre al giacimento di Durgău, sfruttarono anche il sale nella vicina località di Băile Romane. Presso ogni salina romana vennero edificate delle fortificazioni militari a difesa dei preziosi giacimenti, come ad esempio quello di Potaissa che difendeva le miniere di sale di Turda. I Romani, che estraevano il sale in tutta la Transilvania, lavoravano il sale solo in superficie, estraendolo da fori rettangolari con una profondità massima di 12-15 m, in modo da rimuovere facilmente il materiale con semplici mezzi di sollevamento. Dopo che i Romani ebbero abbandonato la zona nell'anno 274, non vi sono prove che l'estrazione sia continuata.
In epoca medievale, un documento della Cancelleria ungherese nomina un giacimento di sale in un luogo "qui dicitur hungarice Aranas, latine autem Aureus" (attuale città di Arieș, in ungherese Aranyos). La dogana, situata nei pressi dell'ex ponte romano (utilizzato per tutto il Medioevo e fino alla fine del XVIII secolo), era fortificata e il relativo insediamento venne in seguito chiamato Szentmiklósi (San Nicola).
Durante il secolo XIII venne menzionata esplicitamente l'esistenza della miniera, in particolare in un documento datato 1º maggio 1271 che attesta la donazione della miniera di Durgău-Turda/Dörgö-Torda alla Diocesi della Transilvania.
Altri documenti storici, redatti dal XIII al XIV secolo, citano le miniere di sale di Turda facendo riferimento ai giacimenti localizzati nella microdepressione di Băile Sărate e sul versante sud-orientale del fiume Valea Sărată: le sale operative di scavo erano collocate dove ora si trovano i laghi salati. Nel XVII secolo iniziarono le prime opere di estrazione del sale sul versante nord-ovest di Valea Sărată, come si può osservare dai pozzi situati sul soffitto della sala Terezia. Poco dopo venne aperta anche la miniera di Sfântul Anton, dove l'attività estrattiva proseguì fino al 1932.
Durante la seconda guerra mondiale i tunnel furono utilizzati come rifugi antiaerei, mentre nel dopoguerra vennero utilizzati per la stagionatura di formaggi.
Dal 1992, la miniera di sale di Turda è stata aperta al pubblico, divenendo un'attrazione turistica frequentata e un centro di haloterapia. Nel 2008, la miniera di sale è stata oggetto di riammodernamento e miglioramento dei servizi, nell'ambito del programma PHARE 2005 ESC per le grandi infrastrutture regionali/locali, per un ammontare di 6 milioni di euro, che hanno portato alla realizzazione di un circuito turistico, un museo minerario e un parco di divertimento a partire da gennaio 2010.

## Geologia
I giacimenti di sale della Transilvania (sfruttati sistematicamente per molti secoli a Ocna Dejului, Cojocna, Turda, Ocna Mureș, Ocna Sibiului o anche a Praid) si formarono 13,5 milioni di anni fa sul fondo di un mare poco profondo e in un clima tropicale. Lo strato di sale si trova dappertutto nel sottosuolo dell'altopiano transilvanico, con uno spessore medio di circa 400 metri ed uno spessore massimo di 1.200 metri ai margini dell'altopiano medesimo.
Il giacimento di Turda si estende su un'area di circa 45 km2 ed ha uno spessore medio di 250 metri. Il materiale consiste in una roccia salina monominerale, composta da salgemma (NaCl) con una purezza che supera il 99%. Questa riserva geologica è stimata in 38,75 miliardi di tonnellate.

### Microclima
All'interno della miniera, la temperatura di 10-12 °C rimane costante durante tutto l'anno.

## Punti di interesse

### Miniera Iosif

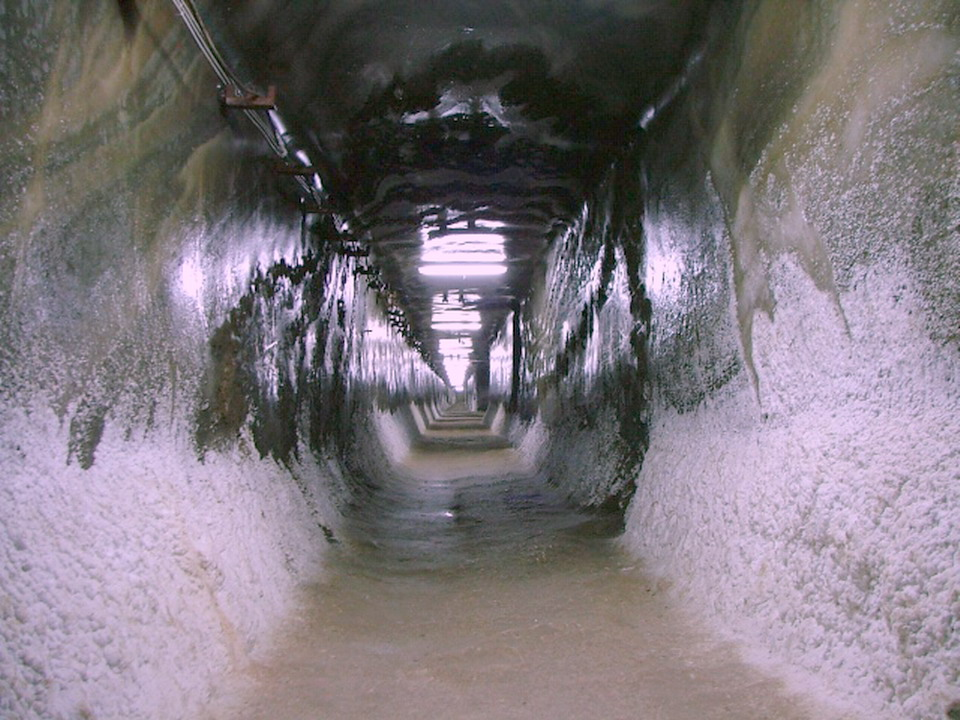
Una parte della galleria Franz Josef

La miniera Iosif, visitabile attraverso i balconi scolpiti nel sale, è costituita da una camera conica profonda 112 metri e larga 67 metri alla base.
A causa della sua forma e della mancanza di comunicazione con altri punti di estrazione, questa camera è caratterizzata da un potente Eco, con cui le onde sonore possono essere riflesse dalle pareti fino a venti volte. Per questo motivo è chiamata anche "camera dell'eco".
Accanto alla miniera Iosif c'è la galleria Franz Josef che nel 1870 era lunga 780 metri, successivamente prolungata di altri 137 metri.

### Camera Crivac

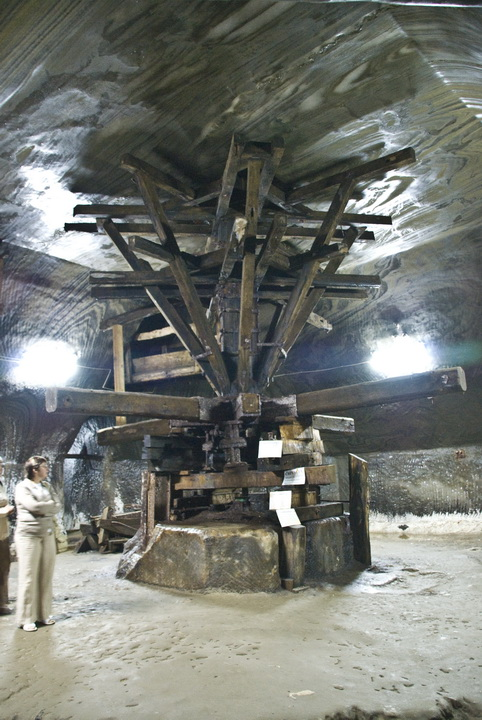
Argano

In questa camera ottagonale è ospitato un argano chiamato "Crivac" o "gepel", installazione rudimentale del 1881 utilizzata per il sollevamento delle rocce di sale in superficie, che sostituì una precedente macchina, di dimensioni più piccole, installata nel 1864.
L'attuale argano è una macchina unica nel suo genere in tutte le miniere di sale della Romania, e probabilmente in Europa, e si trova collocata nella sua posizione originale.

### Miniera Terezia

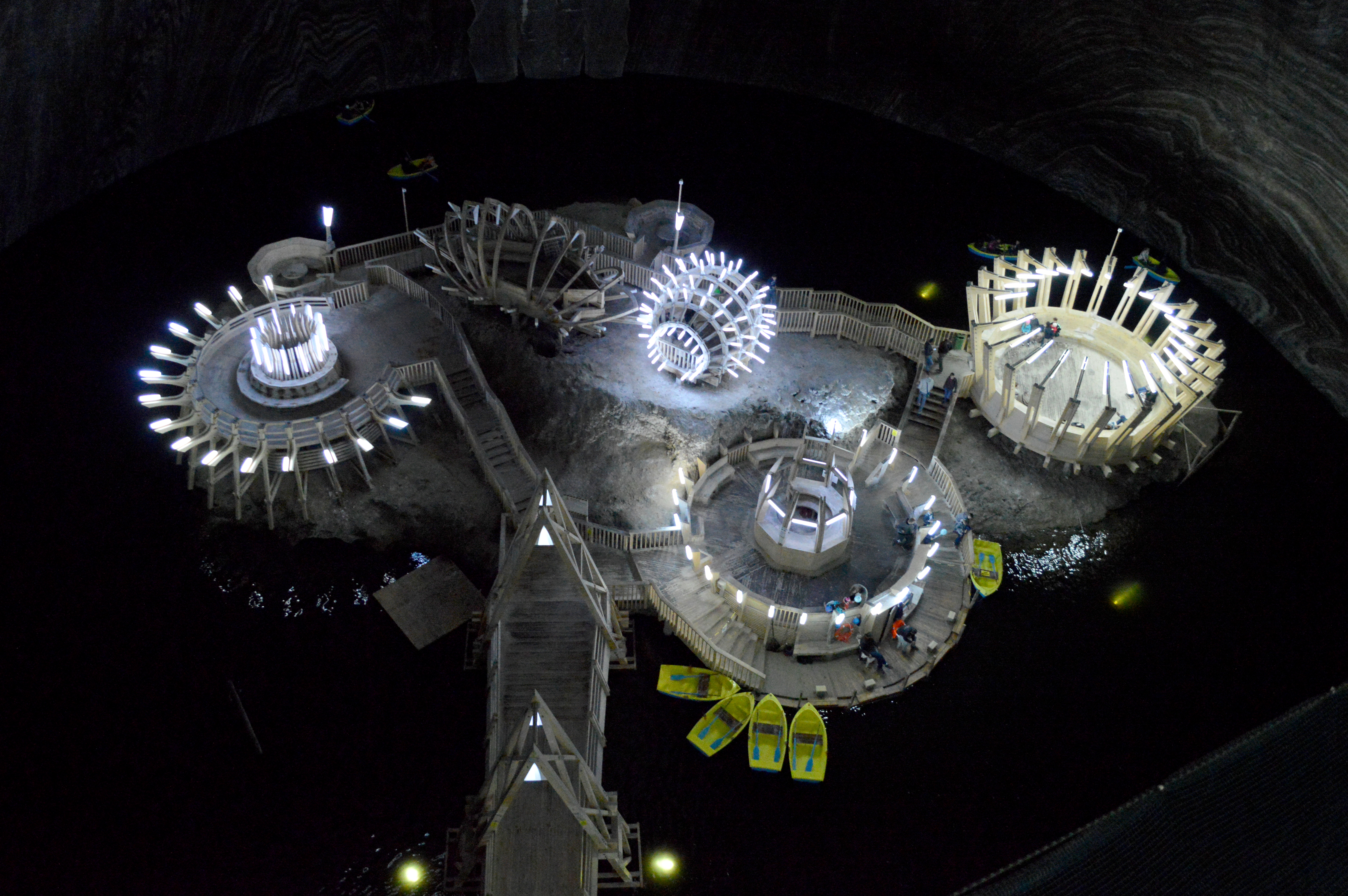
Gli "ufo" della miniera Terezia

Si tratta di una miniera conica o "a campana". L'estrazione del sale in questo tipo di camera lascia nel sottosuolo molti residui di sale di dimensioni impressionanti: 90 metri di altezza e 87 metri di diametro. La profondità dalla bocca del pozzo di accesso alla base della miniera è di ben 112 metri.
La "cascata di sale" è un lago sotterraneo, con stalattiti e efflorescenze saline, che completa l'equilibrio inerte della campana gigante. L'acqua del lago sotterraneo ha una profondità compresa tra 50 cm e 8 m, e si estende su circa l'80% del cuore della superficie della sala operativa.
Nel centro del lago vi è un'isola formata dal sale residuo depositato qui dopo il 1880, anno in cui il giacimento di sale di questa camera si è esaurito.

### Miniera Rudolf

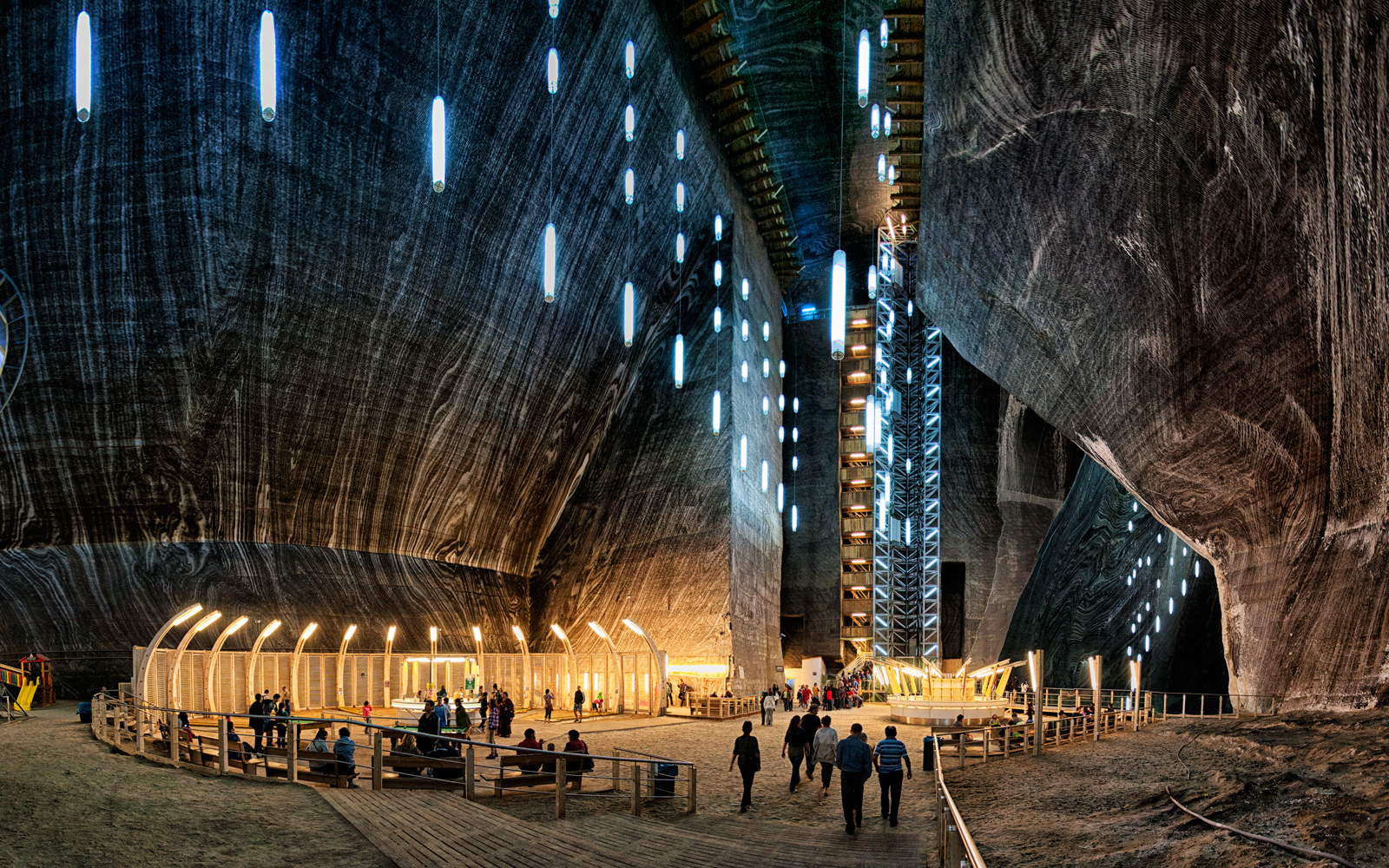
Miniera Rudolf

Con una profondità di 42 metri, una larghezza di 50 metri e una lunghezza di 80 metri a forma trapezoidale, la miniera Rudolf è l'ultimo giacimento di sale sfruttato nel complesso di Turda.
Attraverso il vano di accesso, 172 gradini portano al cuore della miniera. Sulle pareti di ciascuna dei 13 livelli è segnato l'anno in cui la rispettiva profondità è stata raggiunta e sfruttata.
Sul soffitto nord-occidentale, nel corso degli anni si sono formate numerose stalattiti salate, alcune lunghe anche tre metri.
La miniera Rudolf è il punto più spettacolare dell'intero complesso di Turda, a seguito dell'installazione dell'ascensore di vetro che permette al visitatore una panoramica di tutta la camera, scenograficamente illuminata. All'interno della camera è stato inoltre allestito un parco di divertimento con strutture hi-tech, tra cui una ruota panoramica, un minigolf, una pista da bowling, tavoli da biliardo, ping-pong, un campo da badminton, una chiesa e un molo per le imbarcazioni che i turisti possono utilizzare sul lago salato.

### Miniera Ghizela

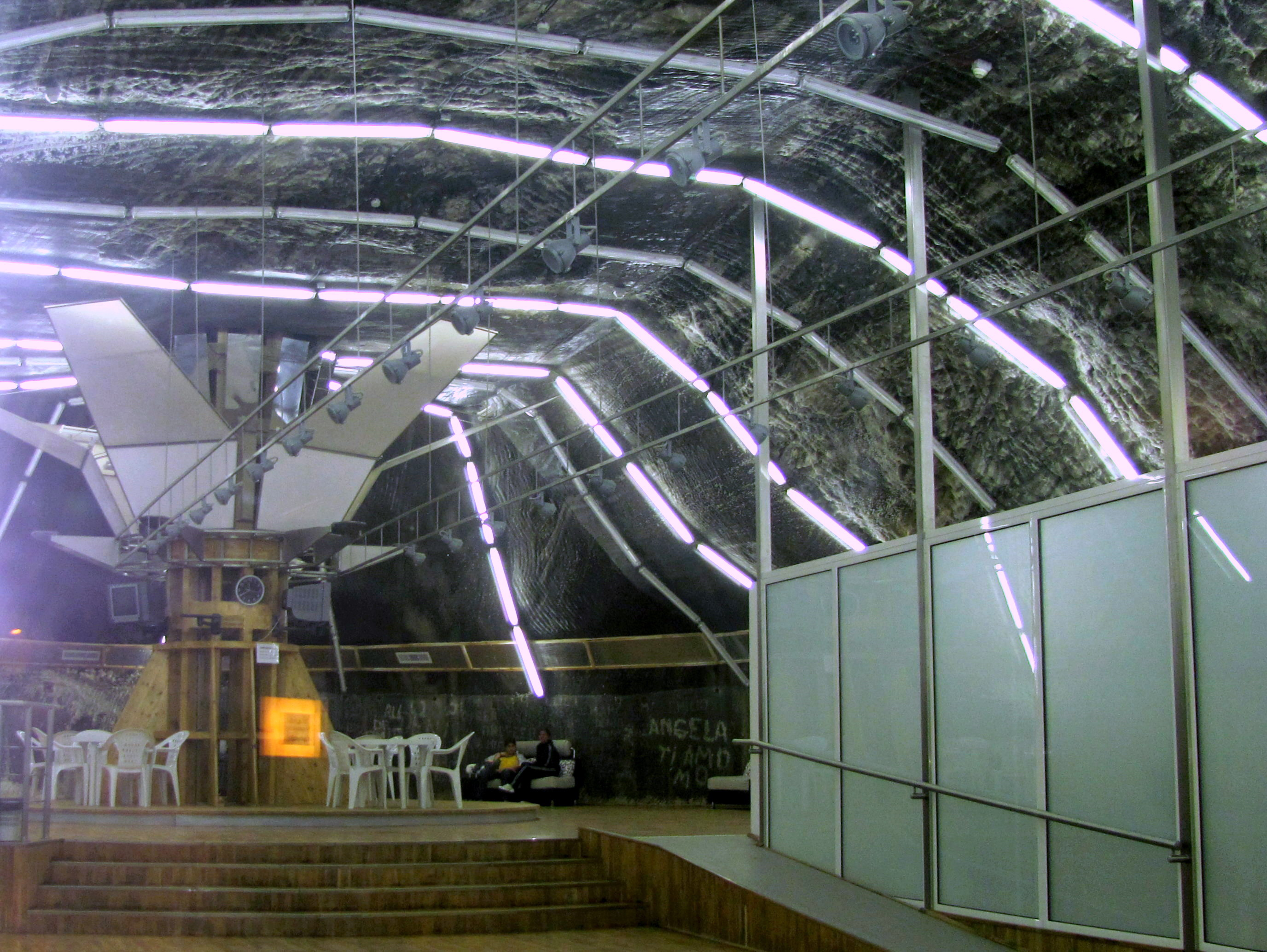
Miniera Ghizela

La miniera Ghizela e i locali tecnici si trovano all'estremità nord-orientale della miniera di sale e sono simili a quelli della miniera Rudolf, anche se molto più piccoli, perché la ricerca del sale si arrestò poco dopo l'apertura di questa camera. Attualmente questa miniera è equipaggiata di una sala per trattamenti benessere con aerosol naturali.
La galleria sotterranea di questa miniera costituisce una riserva geologica e l'accesso ai turisti non è consentito in questa sala. Si trova a 15 metri al di sopra della galleria di trasporto Franz Josef.
Infiltrazioni d'acqua sul pozzo di estrazione hanno determinato la deposizione di efflorescenze e la formazione di stalattiti, e nel lago che copre parzialmente il cuore della camera si sono formati cristalli di sale, tanto che viene chiamata turisticamente "Sala di cristallo".

## Nella cultura di massa
Nel 2014 i registi statunitensi Thurman Bryan e Luis Esteban hanno girato il thriller Nameless all'interno della miniera.

## Galleria d'immagini

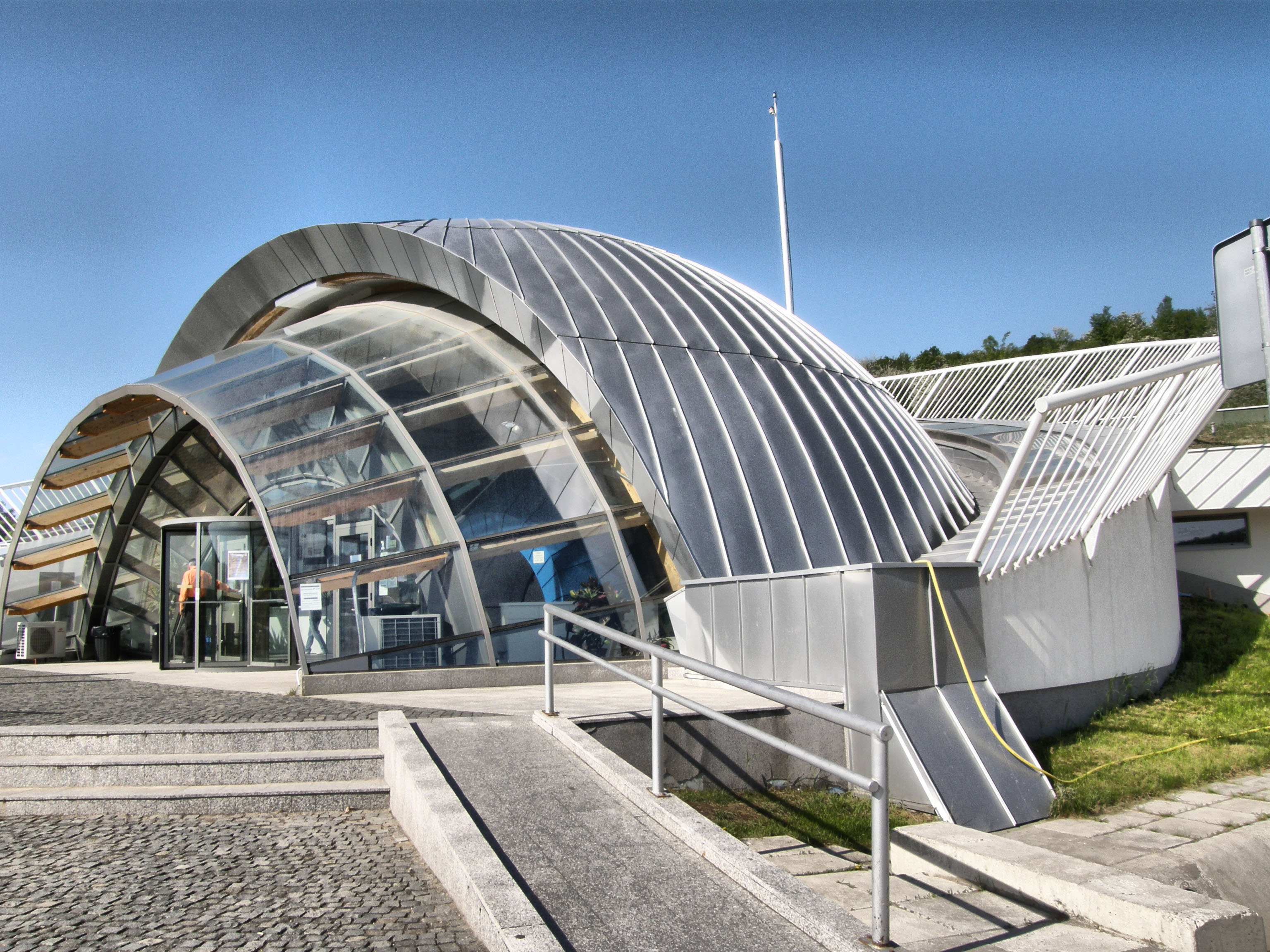
L'entrata
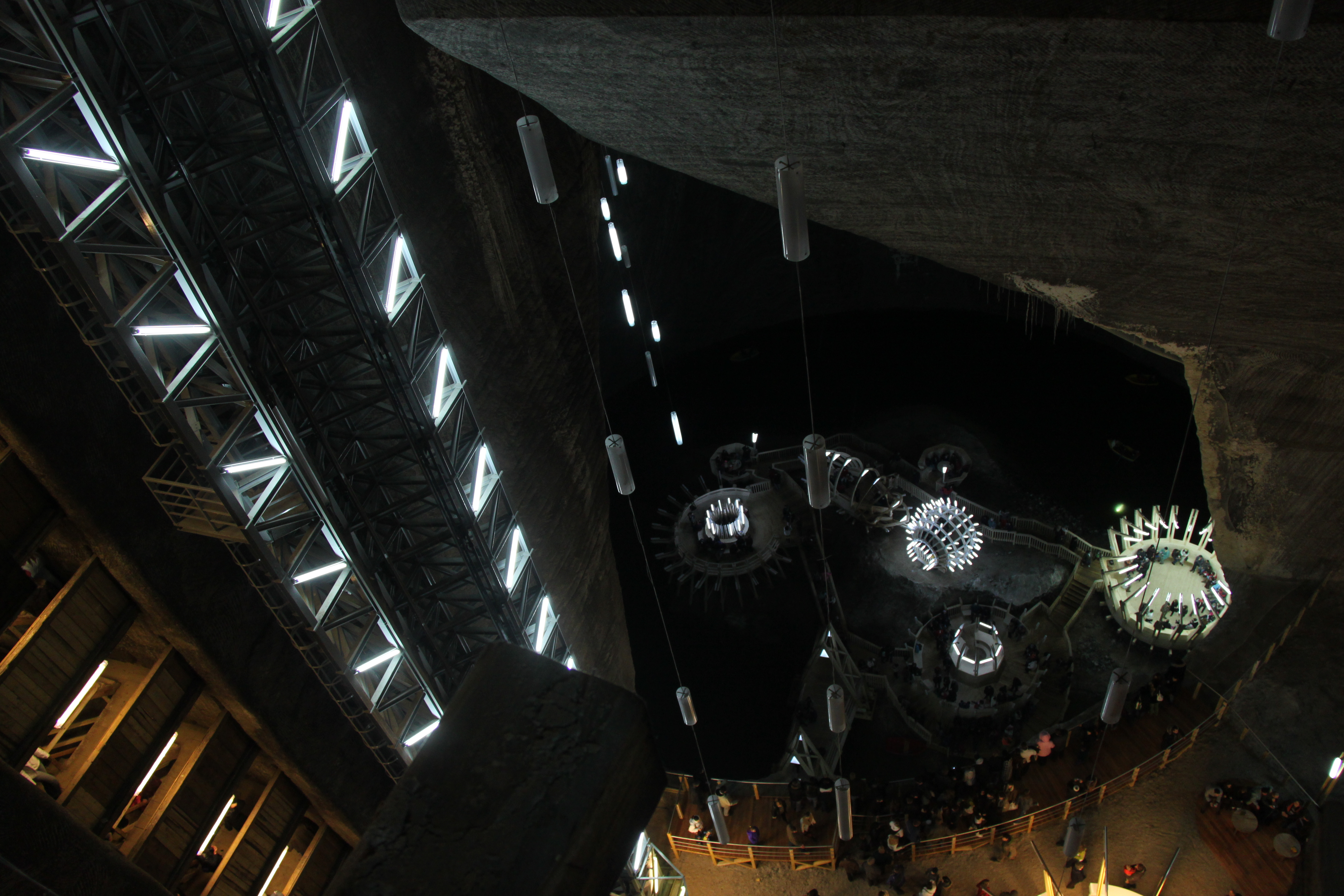
Vista dell'isola centrale del lago della sala Terezia
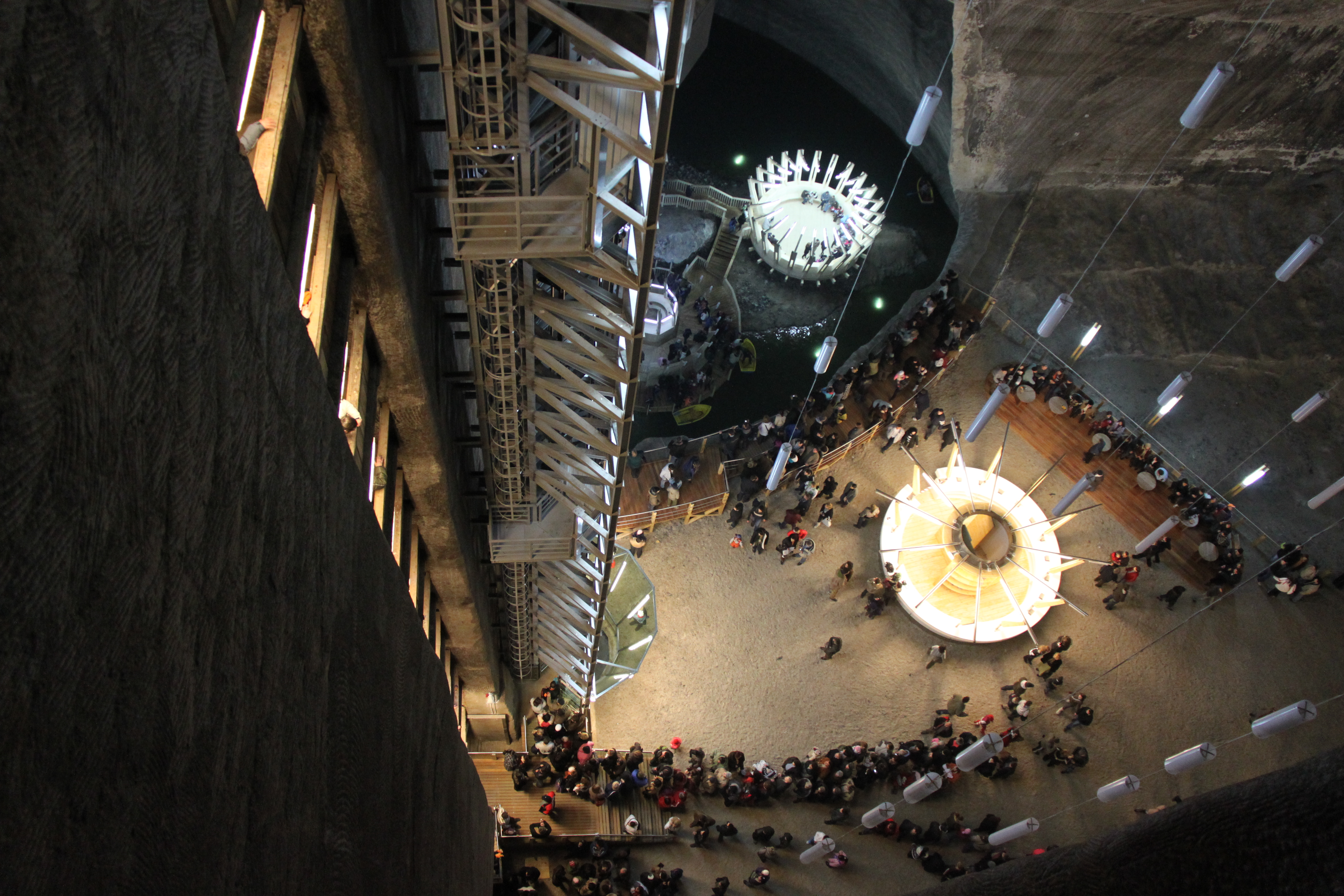
Il lago al fondo della sala Terezia; un angolo della grande sala Rudolf
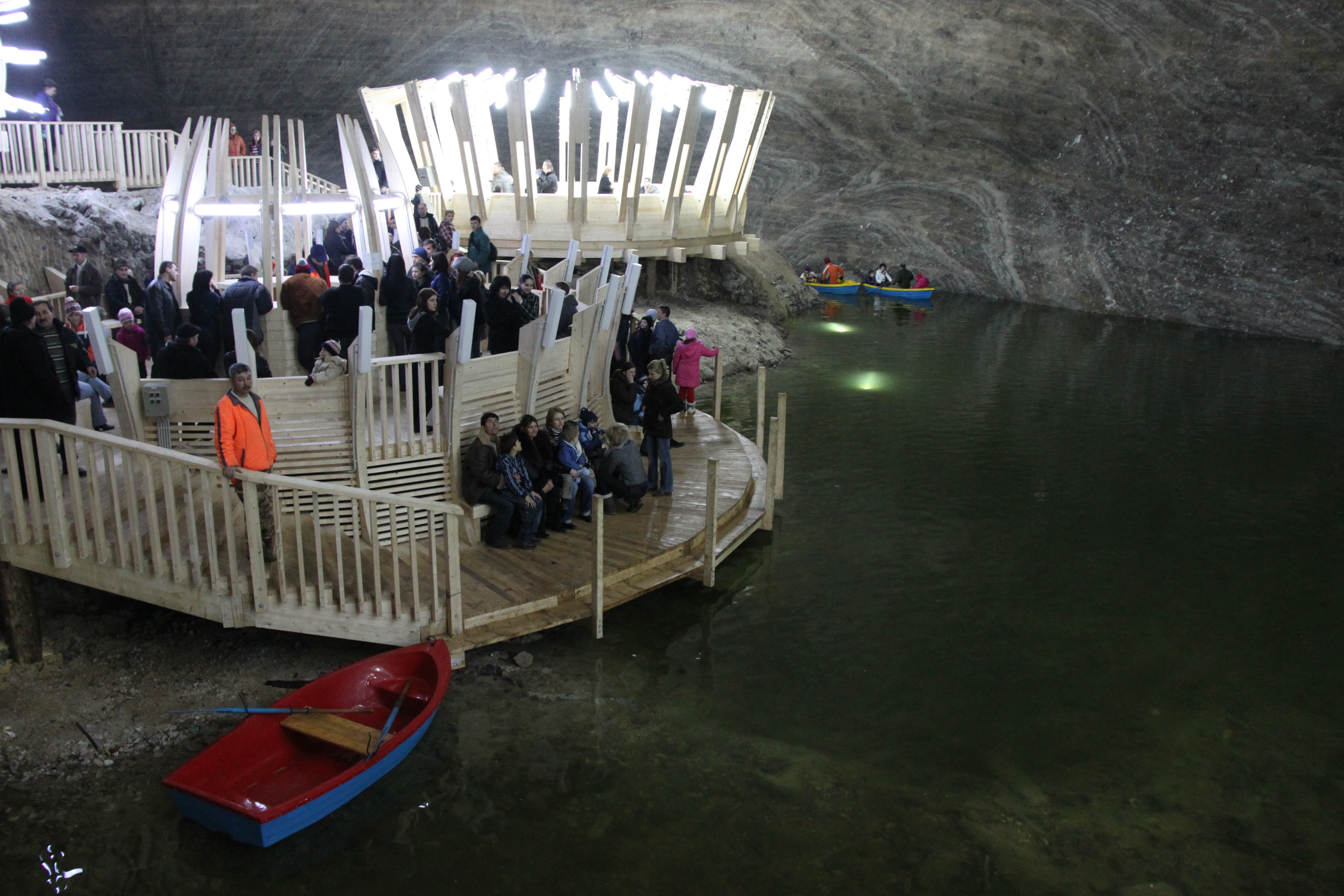
Il lago al fondo della sala Terezia
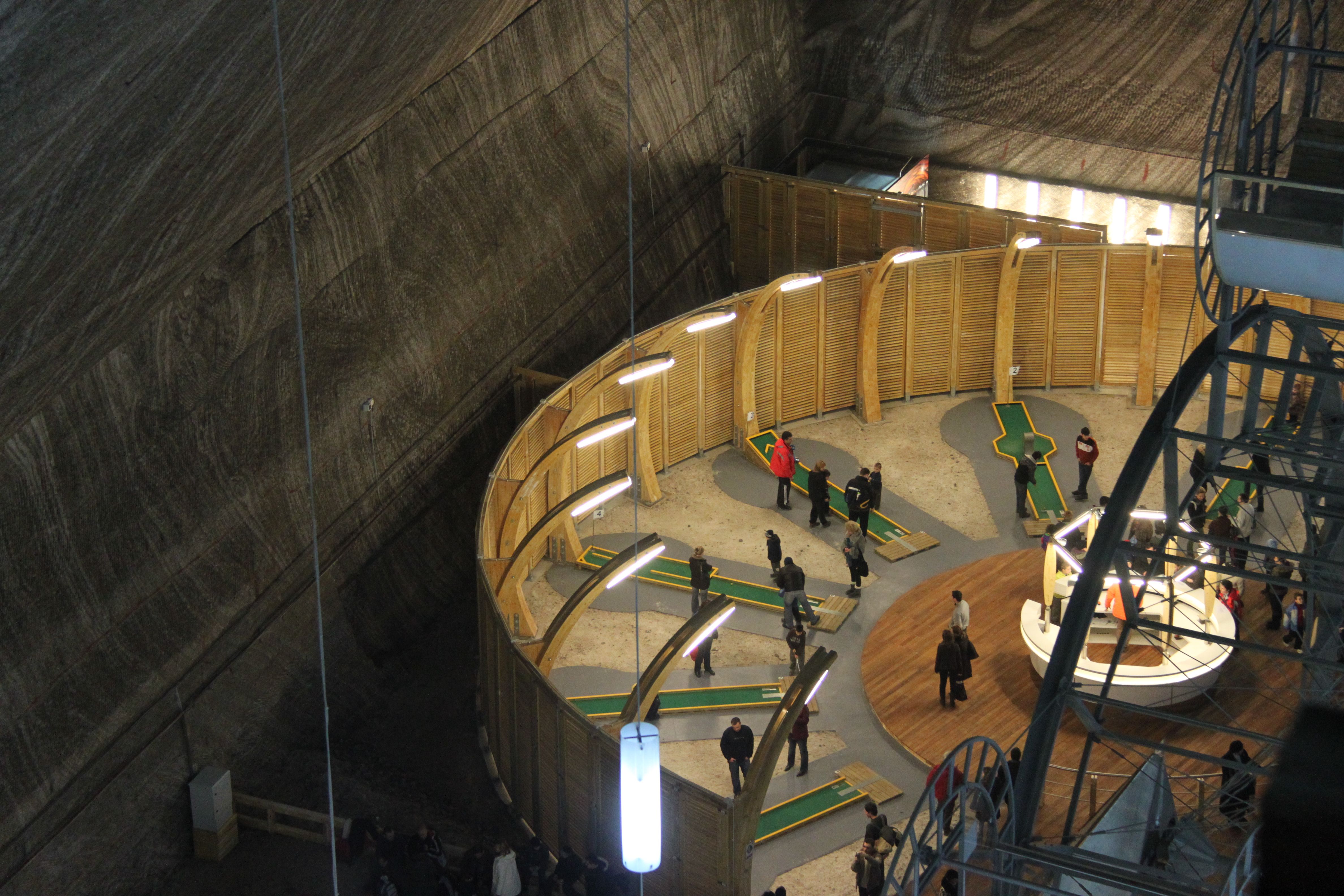
Sala Rudolf